# 呂号第五十潜水艦
|          |                                                                         |
| 艦歴     |                                                                         |
| 計画     | 昭和17年度計画（マル急計画）                                            |
| 起工     | 1943年2月18日                                                           |
| 進水     | 1943年11月27日                                                          |
| 就役     | 1944年7月31日                                                           |
| 除籍     | 1945年11月30日                                                          |
| その後   | 1946年4月1日爆破処分                                                    |
| 性能諸元 |                                                                         |
| 排水量   | 基準：960トン 常備：1,109トン 水中：1,447トン                           |
| 全長     | 80.50m                                                                  |
| 全幅     | 7.05m                                                                   |
| 吃水     | 4.07m                                                                   |
| 機関     | 艦本式22号10型ディーゼル2基 電動機、2軸 水上：4,200馬力 水中：1,200馬力 |
| 電池     | 1号15型240コ                                                            |
| 速力     | 水上：19.8kt 水中：8.0kt                                                |
| 航続距離 | 水上：16ktで5,000海里 水中：5ktで45海里                                 |
| 燃料     | 重油                                                                    |
| 乗員     | 61名                                                                    |
| 兵装     | 40口径8cm高角砲1門 25mm機銃連装1基2挺 53cm魚雷発射管 艦首4門 魚雷10本   |
| 備考     | 安全潜航深度：80m                                                       |

呂号第五十潜水艦（ろごうだいごじゅうせんすいかん）は、日本海軍の潜水艦。呂三十五型潜水艦（中型）の16番艦。同型艦で終戦まで活動した唯一の艦である。

## 艦歴
1942年（昭和17年）の昭和17年度計画（マル急計画）により、1943年（昭和18年）2月18日、三井玉野造船所で起工。1943年11月27日進水。 1944年（昭和19年）7月31日に竣工し、二等潜水艦に類別。同日、舞鶴鎮守府籍となり、訓練部隊である第六艦隊第11潜水戦隊に編入された。
11月5日、第34潜水隊に編入。
19日、呂50は呉を出港し、ルソン島東方沖に進出し哨戒。22日、味方水上機の誤爆を受ける。水上機は爆雷2発を投下するも、深度40mの位置まで潜航して回避した。25日、ラモン湾北東150浬地点付近で浮上航走中、13号電探が帰投する米艦載機を捕捉したため、追跡。5時間後、潜航中に推進器音を聴取。その後、空母3、駆逐艦8の米機動部隊を発見する。その後さらに接近して潜望鏡観測をしたところ、800m先に沈んだはずの米空母ワスプらしき艦を発見したため魚雷4本を発射し、深度80mの位置へ潜航。まもなく、大きな爆発音がして、2分間ほど船が沈む音を聴取した。この頃、米戦艦ワシントン(USS Washington, BB-56)が先に通過した魚雷2本の航跡を発見している。その後、呂50は米護衛空母1、駆逐艦1の撃沈を報告したが、連合軍側に該当する艦船はない。12月27日、呉に到着。
1945年（昭和20年）1月23日、呂50は呉を出港しルソン島東方に進出。呉出港の際、第六艦隊司令三輪茂義中将他第六艦隊首脳部の見送りを受けた。2月1日、レイテ島付近で輸送船を発見し追尾するが、その後相手が病院船であったため追尾を中止した。3日、ルソン島東方で、兵員輸送を終えてマヌス島に向かう輸送船団を護衛していた米護衛駆逐艦ティスデール(USS Tisdale, DE-33)が呂50をソナー探知し、攻撃を行った。呂50は損傷しながらも離脱に成功した。10日、北緯08度01分 東経136度37分 / 北緯8.017度 東経136.617度のスリガオ東南東300浬地点付近でホーランディアからレイテ島に向かう輸送船団を発見し、魚雷4本を発射。0810、イシャーウッド(USS Isherwood, DD-520)の右を航行中の米戦車揚陸艦LST-577(USS LST-577)に魚雷が命中。被雷によりLST-577は船体後方3分の1が吹き飛ばされた。日没後、呂50は浮上する。2110、イシャーウッドは13kmの距離に浮上した呂50をレーダーで探知し、25ノットで接近する。1400mまで接近したところでイシャーウッドは探照灯で呂50を捜索するが、見つけられなかった。一方、呂50は左舷後方に敵駆逐艦を発見し、深度120mへ急速潜航する。イシャーウッドは聴音で呂50を探知し、爆雷を投下。至近で爆雷が爆発したため、呂50のバラストタンクの弁と潜望鏡が破損し、魚雷発射管から浸水する。イシャーウッドはさらに2回爆雷を投下し、その結果オイルの匂いが辺りに漂った。3回目の爆雷攻撃の後、イシャーウッドは潜水艦を見失った。離脱後、呂50は浮上。被害調査の結果、後部甲板に爆雷の破片があるのがわかった。21日、北緯08度05分 東経126度17分 / 北緯8.083度 東経126.283度のミンダナオ島東方沖合で、イシャーウッドはLST-577を砲撃処分した。その後、呂50は南西諸島周辺海域を哨戒した。19日、九州南方沖で味方機に誤爆される。味方機は爆雷3発を投下するも、呂50に被害はなかった。20日、呉に到着。26日、舞鶴に移動し修理を受ける。
4月20日、呂50は舞鶴を出港し、豊後水道を通過して北大東島周辺海域に進出。28日、北大東島付近で米機動部隊の推進器音を聴取したが、距離が遠かったため攻撃できなかった。5月4日、呉に到着。20日、舞鶴に移動。
29日、呂50は舞鶴を出港し、南シナ海に進出。6月6日、台湾東方沖に移動。その後、沖縄とウルシーの間の海域に移動して哨戒を行う。7月3日、舞鶴に到着。
8月11日、呂50は舞鶴を出港し、翌12日に大連に到着。15日、終戦を迎えると同時に第34潜水隊が解隊され、第15潜水隊に編入された。
同日、呂50は大連を出港し、翌16日、舞鶴に到着。
同年11月30日に除籍され、1946年（昭和21年）4月1日、米軍による日本潜水艦処分作戦である「ローズエンド作戦」に参加し、五島列島沖で爆破され海没処分。
撃沈総数は1隻で、撃沈トン数は1,625トンである。

### 沈没艦の発見
平成29年9月7日、沈没艦の調査をしていたラ・プロンジェ深海工学会が本艦及びその他の艦の艦種を特定したと発表した。これにより沈没地点が特定された。2017年現在は正立状態で沈んでいる。

## 歴代艦長

### 艤装員長
- 不詳

### 艦長
- 木村正男 少佐：1944年7月31日 - 1945年4月2日[10]
- 今井梅一 大尉：1945年4月2日 - 終戦[10]